# Ангкор
13°26′0″ пн. ш. 103°50′0″ сх. д. / 13.43333° пн. ш. 103.83333° сх. д.
Ангкор (кхмер. អង្គរ вимовляється [ʔɑŋ.ˈkɔː]  — «місто») — стародавня столиця Кхмерської імперії в 9—15 століттях, розміщена за 240 км від Пномпеня на березі озера Тонлесап, посеред джунглів і є найбільшою пам'яткою Камбоджі.
Залишки Ангкора займають площу близько 200 км² і розтягнуті на 24 км з заходу на схід та на 8 км з півночі на південь. Всього тут збереглося близько 100 палаців і храмів. У 1992 році Ангкор був узятий під егіду ЮНЕСКО.
Воротами для мандрівника, охочого побачити це велике творіння стародавніх архітекторів, служить сучасне місто Сіам Ріап (кхмерською «Перемога над сіамцями»). Цей туристичний центр, що бурхливо розвивається, має міжнародний аеропорт і велику кількість сучасних готелів. Відстань від центру Сіам Ріапа до головного храму комплексу — Ангкор-Ват близько 5 км.

## Відкриття міста

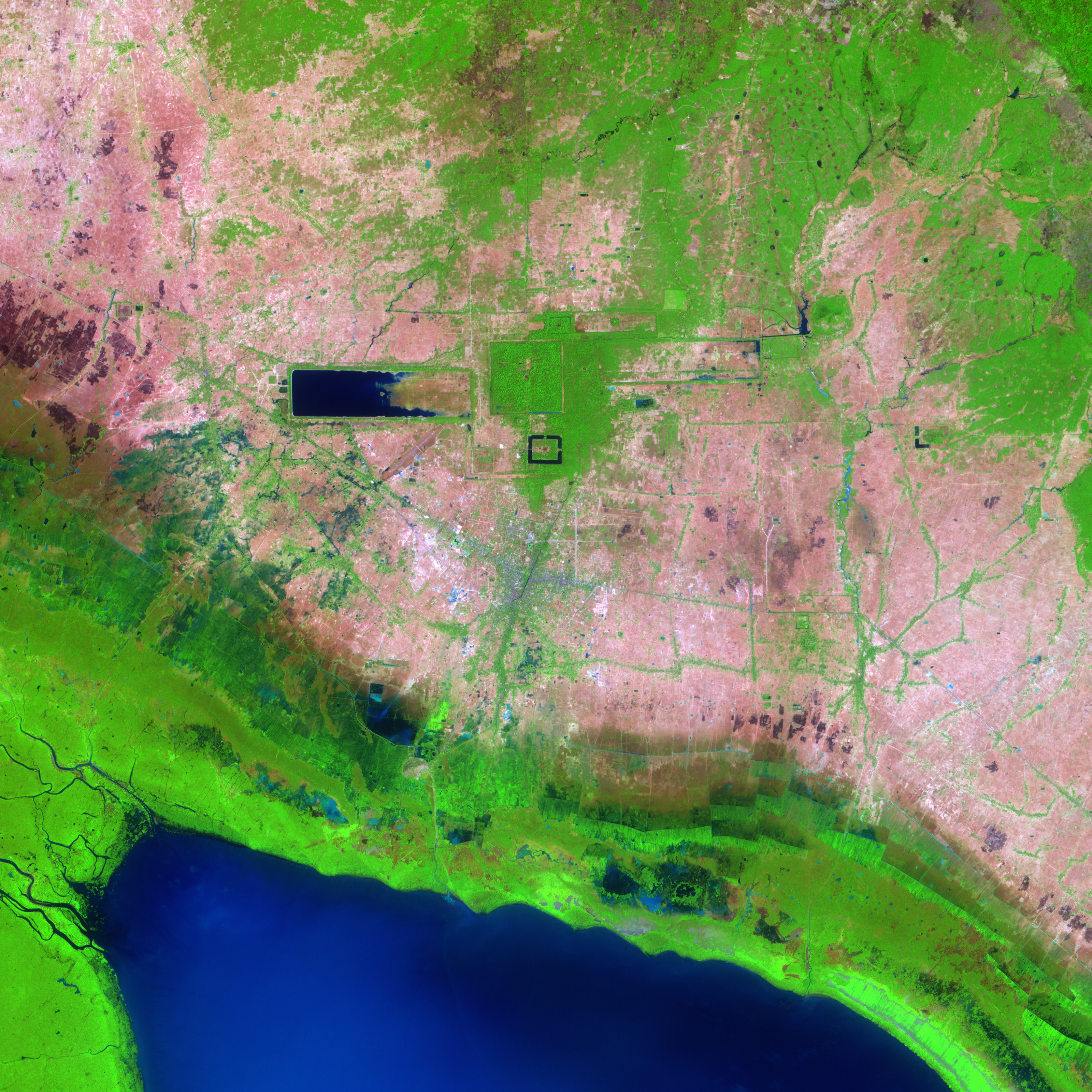
Супутниковий знімок Анкору

У 1850 році, прорубуючи дорогу через густі камбоджійські джунглі, французький місіонер Шарль Еміль Буйво натра́пив на руїни великого стародавнього міста. Серед них височіли руїни Ангкор-Вату, однієї з найбільших у світі релігійних святинь. Буйво писав:
|  | Я виявив величні руїни — все, що залишилося, за словами місцевих жителів, від королівського палацу. На стінах, покритих різьбою знизу доверху, я побачив зображення батальних сцен. У битві брали участь люди верхи на слоні, одні воїни були озброєні кийками та ратищами, інші стріляли з лука відразу трьома стрілами. |

Десять років по тому французький натураліст Анрі Муо пройшов за маршрутом Буйво і був не менше вражений тим, що відкрилося йому на прогалині серед джунглів. Він побачив, більше сотні ватів, або храмів, найстарші з яких належали до IX століття, а найновіші — до XIII. Їх архітектура змінювалася разом з релігією, від індуїзму до буддизму. Перед поглядом француза оживали сюжети з індуїстської міфології. Статуї, рельєфи і різьблені прикраси зображували танцівниць, імператора верхи на слоні, що проводжає в бій свої війська, і нескінченні ряди Будд. Повідомлення Муо викликали безліч запитань: хто побудував це чудове місто і яка була історія його розквіту та занепаду?

## Історія
Найдавніші згадки про Ангкор у камбоджійських літописах відносяться лише до XV століття. Після відкриття Муо почалося вивчення невідомої раніше давньої цивілізації.
Жителями Ангкору були кхмери, що сповідували один з напрямків індуїзму, принесеного до Південно-Східної Азії індійськими купцями в I столітті. Вчені досі дивуються з відсутності будь-яких доказів існування міст або селищ на цій території аж до VII століття, хоча до 1000 року до н. е. вона вже була густо заселена і технічно розвинена. Після цієї дати настає справжній розквіт кхмерської цивілізації.

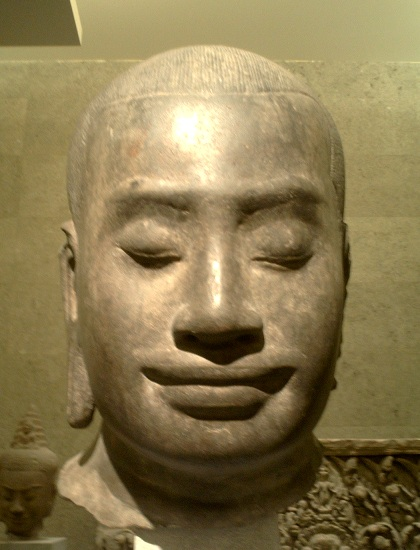
Голова Джайявармана VII

Кхмерські документи були написані на недовговічних матеріалах — на пальмових листках і шкірі тварин, тому з часом вони розсипалися в порох. Тому, щоб зібрати відомості про історію міста, археологи звернули увагу на висічені на каменях написи (їх налічується понад тисячу). Більшість з них зроблені кхмерською мовою і санскритом. Саме з цих написів вдалося дізнатися, що основоположником кхмерської державності був Джайяварман II, який звільнив свій народ від влади яванців на початку IX століття. Він поклонявся Шиві і заснував культ правителя-бога. Завдяки цьому його земна влада була підкріплена творчою енергією Шиви.
Ангкор став гігантським мегаполісом і в часи найбільшого розквіту його населення перевищувало мільйон мешканців. Родюча земля давала три врожаї рису на рік, озеро Тонлесап мало в достатку риби, а густі ліси були багаті на деревину, необхідну для настилу підлоги в храмах і будівництва галерей.
Щодо занепаду міста існують декілька версій:
- Згідно з першою, після розграбування Ангкора, вчиненого в 1171 році войовничими сусідами кхмерів чамами, Джайяварман VII втратив віру в захисну силу індуїстських богів. Кхмери стали сповідувати одну з форм буддизму, який заперечує насильство і проголошує пацифістські принципи. Зміна релігії призвела до того, що напад на Ангкор тайського війська в 1431 році зустрів слабкий опір;
- Друга опирається на буддійську легенду. Кхмерський імператор був так ображений сином одного з жерців, що наказав втопити хлопчика у водах озера Тонлесап. У відповідь розгніваний бог вивів озеро з берегів і затопив Ангкор. Історія про затоплення має і наукове обґрунтування. Оскільки всі будівлі міста крім храмів і палаців будувалися з дерева, то місто-мільйонер потребувало значної кількості цього будматеріалу, тобто значного рубання джунглів. Вирубування джунглів порушило баланс природи, і вода від злив, яка раніше йшла під землю завдяки деревам, стала стікати до озера, яке з часом повністю затопило місто. Згодом джунглі повернули собі все завойоване в них людиною.

## Архітектура

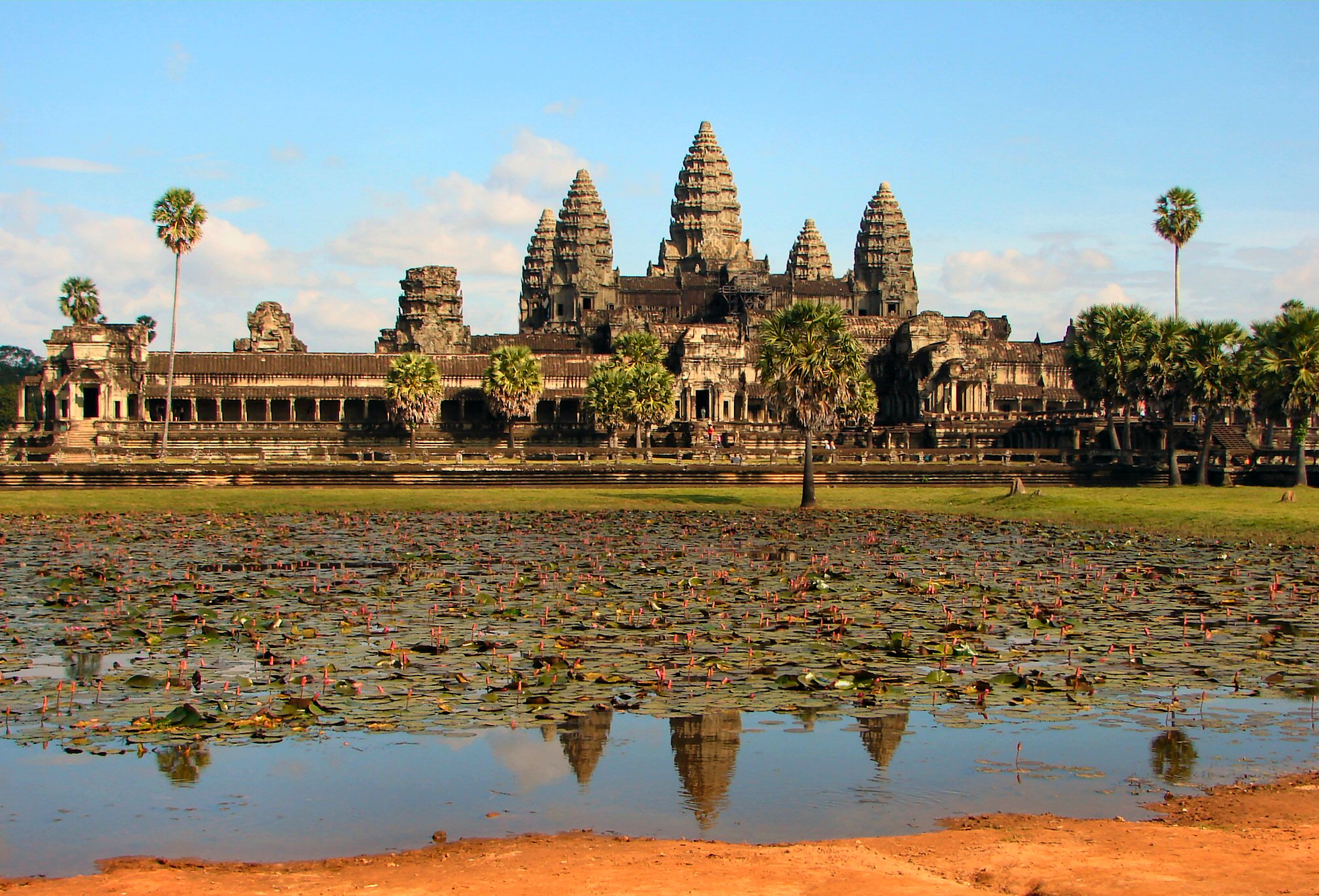
Ангкор-Ват

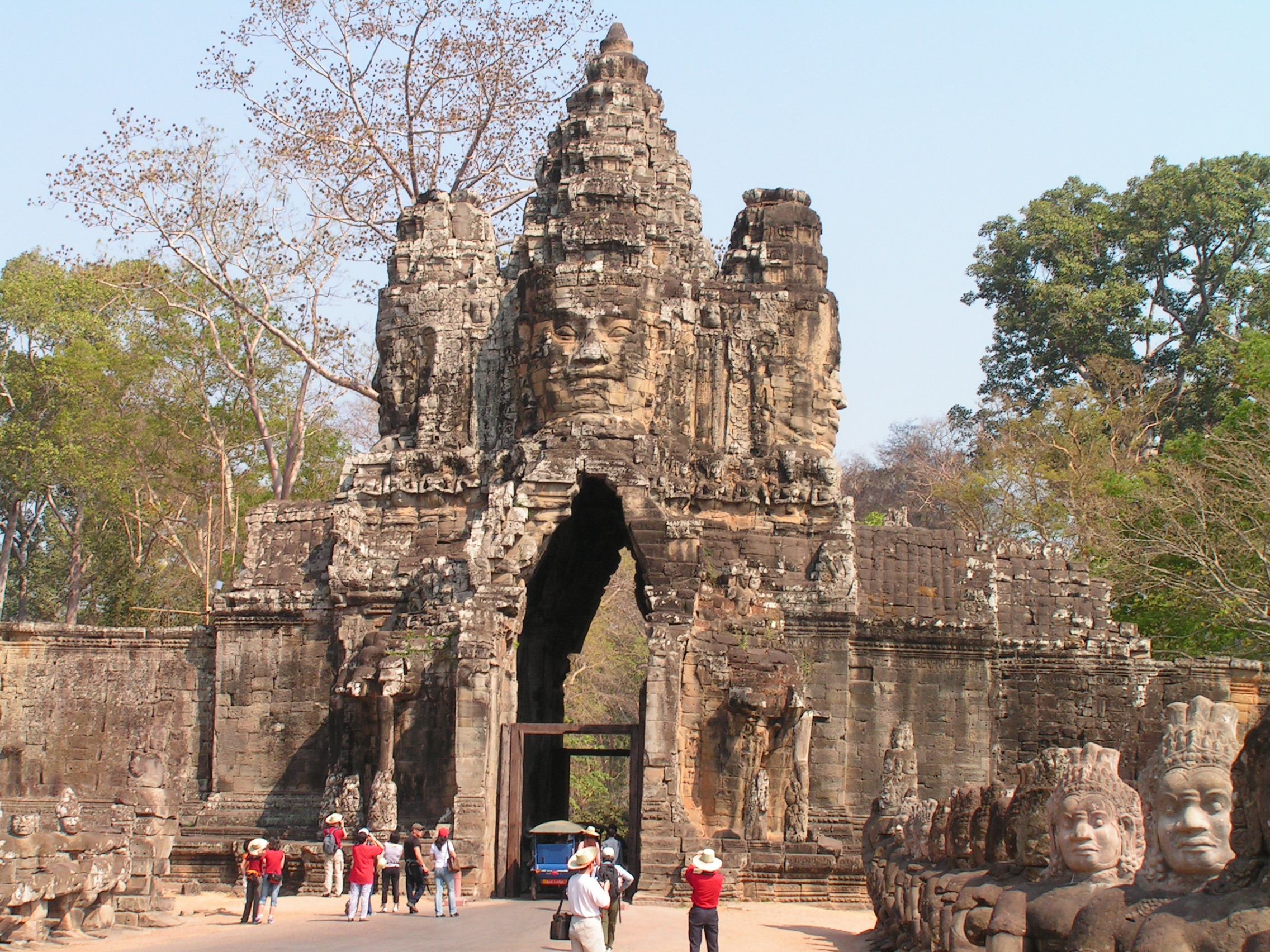
Ворота Ангкор-Тхому

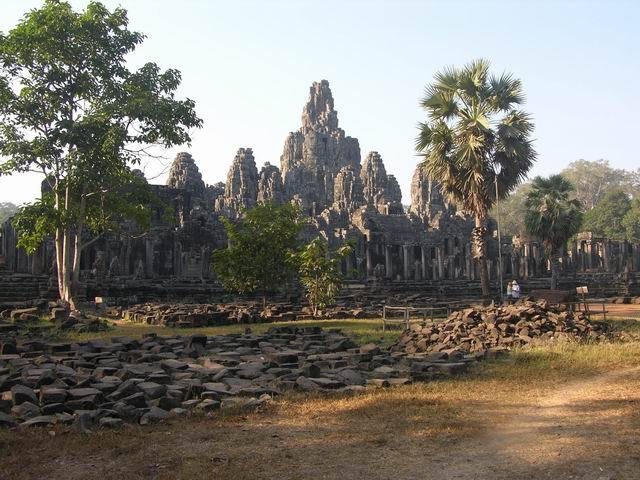
Храм Байон

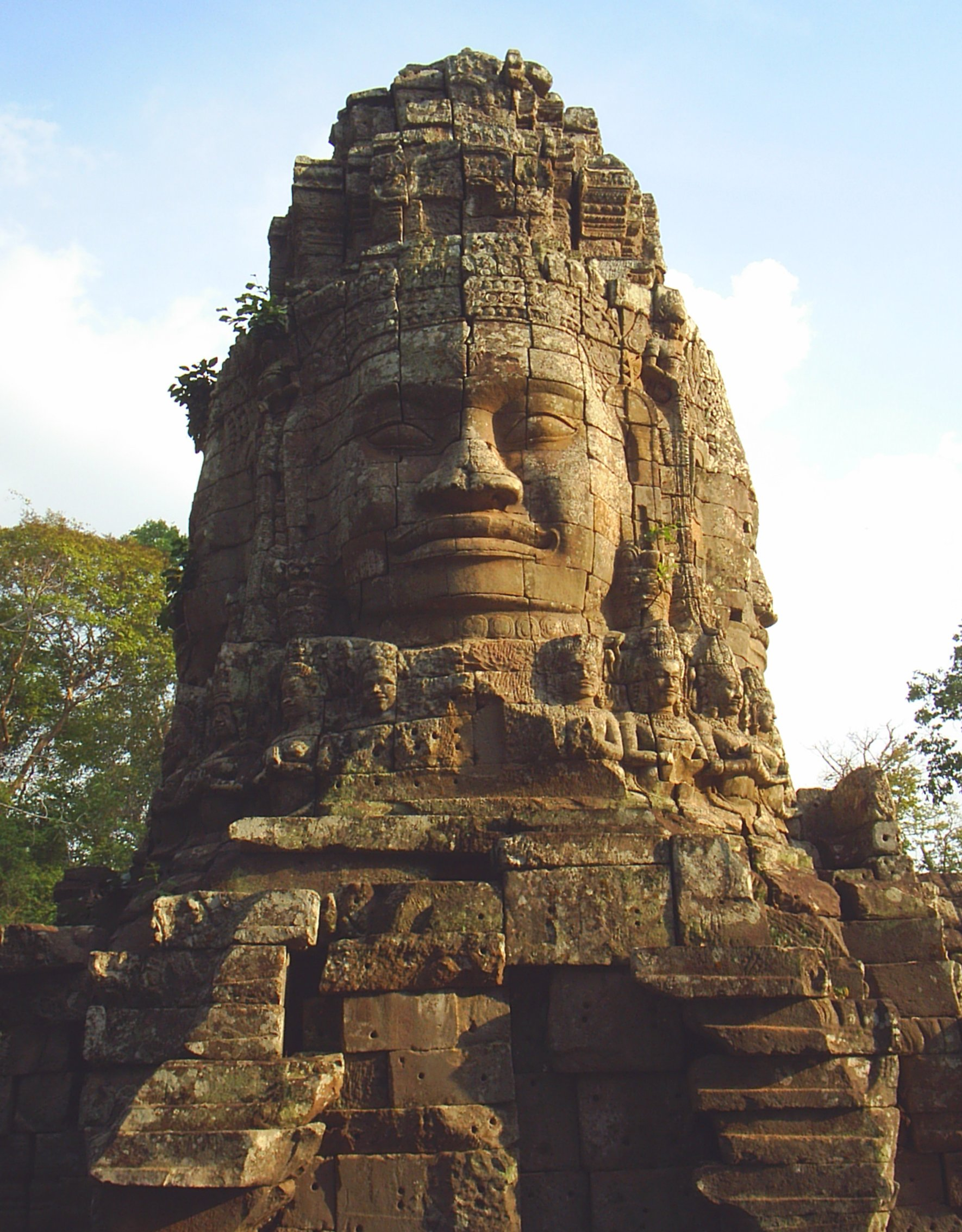
Обличчя на Західній башті Та-Прому

Храм Ангкор-Ват побудований за часів короля Сур'явармана II і присвячений індуїстському богові Вішну, — найбільша культова побудова у світі (площа близько 2 км²). Храм є складною трирівневою конструкцією з безліччю сходів і переходів. Вінчають храм п'ять веж — одна в центрі та чотири по краях. Центральна башта підноситься над землею на 65 м і символізує міфічну гору Меру, яка є центром всього світу. Ангкор-Ват зберігся набагато краще, ніж багато інших споруд Ангкору, що пояснюється тим, що навіть після спустошення цих місць в Ангкор-Ваті жили буддійські ченці. Живуть вони тут і зараз. Комплекс відзначається геометричною суворістю плану та гармонією композиції.
Пном-Бакхенг — один з перших храмів, побудованих в Ангкорі. Його будівництво відносять до часу правління короля Ясовармана II. Це п'ятиярусна споруда з численними вежами і сходами, що ведуть угору.
Ангкор-Тхом — цитадель міста, його центральна частина, побудована за часів Джаявармана VII після того, як у 1181 році Ангкор був захоплений і пограбований чамами. Анкгор-Тхом оточений ровом, ширина якого становить 100 м, та стіною заввишки близько 8 м, який утворює квадрат зі стороною близько 3 км. У стіні є п'ять воріт, над якими височіє вежа висотою близько 23 м, прикрашена обличчями бодгісатви Авалокітешвари.
Храм Байон — другий за значенням храм Ангкору після Ангкор-Вату. Це гігантські кам'яні статуї Будди. Здалеку Байон виглядає, як чудернацьке скупчення величезного каміння, однак в міру наближення до нього все ясніше видно красу цієї споруди. Байон являє собою трирівневу будівлю, з основою 140 на 160 м. Центральна башта підіймається на висоту 45 м над землею. Байон прикрашають ще 52 квадратні вежі, розміщені на різних рівнях і які мають різну висоту. На кожній стороні цих веж зображено обличчя бодгісатви Авалокітешвари, причому так, що де б ви не знаходилися, ці обличчя «дивляться» на вас.
Слонова тераса лежить перед палацом Ангкор-Тхома (висота 350 м). З неї кхмерські королі спостерігали церемонії. У самісінькому центрі обнесеної стіною території міститься Піменакас («Небесний палац») — колишня резиденція кхмерських королів. У південній частині Ангкору лежить величезна штучна водойма, котра має назву «Східний Барей». Її розміри — 7 км в довжину і 1,8 км в ширину. Вона була викопана за короля Ясовармані I для постачання міста водою в посушливий період. Посередині розміщений штучний острів, на якому височить невеликий храм Мебон, а на південній стороні розміщений храм Та-Пром, який так і не був очищений від джунглів. Тепер водою заповнена лише невелика частина Західного водоймища (8 км на 2,3 км), Східна водоймище абсолютно суха.
Тераса Прокаженого Короля отримала свою назву завдяки статуї прокаженого короля, розміщеної на платформі. Зараз тут стоїть копія, а оригінал перебуває в національному музеї в Пномпені. Ім'я прокаженого короля невідоме. Теорія про те, що ним був Джаяварман VII і саме тому будував багато лікарень, не знайшла історичного підтвердження. Деякі історики стверджують, що статуя зображає Каберу — бога багатства, або Ясовармана I, вони обидвоє були, як припускають, прокаженими. Ще одна версія, що статуя отримала назву через лишайник, що росте на ній.
Храм Преак Неак Пеан має цікаву композицію: навколо великого квадратного басейну знаходяться чотири значно менших басейни, точно орієнтованих за сторонами світу. У центрі головного басейну на штучному острові розміщений невеликий храм, а біля нього статуя тварини.
Збереглись й інші стародавні храми — великий храм Пре-Хан Та-Сом (XII ст), Бантей-Кдей (друга половина XII ст), Прасат-Краван (побудований у 921 році).
Усі будівлі побудовані без цемента чи інших зв'язуючих матеріалів. Кам'яні блоки з'єднані між собою за принципом замка.
З висоти пташиного польоту храмовий комплекс нагадує в плані обриси сузір'я Дракона, як його бачили люди в 1050 році до н. е. (тоді полюс світу знаходився поруч з α-Дракона).

## Цікаві факти
Влітку 2022 року, в Лондоні у британського контрабандиста антикваріату Дугласа Латчфорда було виявлено величезний скарб камбоджійських королівських прикрас Ангкору. Деякі з 77 золотих та інкрустованих коштовностями ювелірних виробів, включаючи корони, пояси та сережки, датуються VII століттям. Всі прикраси були таємно повернуті до столиці Камбоджі міста Пномпеню і мають бути виставлені в національному музеї країни.